# 葉森賽馬場
葉森馬場（英語：Epsom Downs Racecourse）是位於英國薩里郡埃普索姆的一個馬場，地勢呈東高西低。
1661年首次有記錄當地舉行賽事。1779年舉行雌馬賽葉森橡樹大賽奪得成功後。翌年舉辦雌馬及雄馬參與的葉森打吡大賽，日後成為了3歲馬重要賽事。馬場並非圍繞一圈而是呈U字形，最長為12化郎，最後決勝的直路約600米，直路逐漸向下傾斜，至最後五十米的一段則向上攀升，而地面則由看台急速斜向內欄。

## 主要賽事
- 葉森打吡大賽（國際一級賽）
- 葉森橡樹大賽（國際一級賽）
- 加冕盃（國際一級賽）
- 大奧密錦標（國際三級賽）
- 伊利沙伯公主錦標（國際三級賽）

## 外部連結
- 官方網站 （页面存档备份，存于）

51°18′35″N 0°15′20″W / 51.30972°N 0.25556°W